# Медаль «За выдающуюся службу» (Министерство обороны США)
Медаль Министерства обороны США «За выдающуюся службу» (англ. Defense Distinguished Service Medal, аббревиатура: англ. DDSM) — высшая военная награда Министерства обороны США, которая вручается военнослужащим Вооруженных Сил США за исключительно выдающееся выполнение служебных обязанностей, способствующих национальной безопасности или обороне США. Медаль была учреждена 9 июля 1970 года Президентом США Ричардом Никсоном в исполнительном приказе 11545. В этот же день Никсон вручил медаль № 1 генералу Эрлу Уилеру, который увольнялся из Армии США после службы в должностях начальника штаба Армии США и председателя Объединённого комитета начальников штабов.

## Критерии
Медаль не связана с боевыми действиями. Она вручается только за участие в совместной деятельности. Обычно такие обязанности, заслуживающие медали за выдающиеся заслуги в обороне, выполняют самые старшие офицеры, такие как председатель и заместитель председателя Объединённого комитета начальников штабов, начальники и заместители начальников военных служб, а также командиры и заместители командующих строевыми командованиями, директор Объединённого штаба и другие, чьи обязанности часто приводят их в прямой контакт с Министром обороны США, его заместителем и другими высокопоставленными правительственными чиновниками. Кроме того, медалью также могут награждаться другие военнослужащие, чей прямой и индивидуальный вклад в национальную безопасность или национальную оборону признан настолько исключительным по масштабам и ценности, что эквивалентно вкладу, обычно связанному с должностями, охватывающими более широкие обязанности.
Эта награда имеет приоритет над медалями за выдающиеся заслуги в сфере услуг и не должна вручаться какому-либо лицу за период службы, за который вручается медаль за выдающиеся заслуги в армии, Военно-морском флоте, Военно-воздушных силах или береговой охране.

## Внешний вид
Медаль золотистого цвета, на лицевой стороне изображён средне-синий эмалированный пятиугольник (остриём вверх). На него наложен американский белоголовый орлан с распростертыми крыльями, обращенными влево, сжимающий в когтях три скрещенные стрелы, а на груди у него щит США. Пятиугольник и орлан заключены в золотой круг, состоящий в верхней половине из 13 пятиконечных звезд, а в нижней — из лаврового венка слева и оливкового справа. Вверху находится подвеска из пяти градуированных золотых лучей. На оборотной стороне медали вверху рельефными буквами надпись «За выдающиеся заслуги», а внутри пентагона надпись рельефными буквами «ОТ МИНИСТРА ОБОРОНЫ» полностью.
Повторные вручения медалью обозначаются гроздьями дубовых листьев.